# Mont Emei
Le mont Emei (chinois simplifié : 峨嵋山 ; chinois traditionnel : 峨眉山 ; pinyin : éméishān) ou Omei, ou Emei Shan, est l'une des quatre montagnes sacrées bouddhiques de Chine, située sur le territoire de la ville d'Emeishan dans la province du Sichuan.

## Géographie

### Situation, topographie
Situé dans la cordillère du Qionglai (邛崃山脉, qiónglái shānmài) en bordure occidentale du bassin du Sichuan, le parc délimité pour la « zone de paysage panoramique du Mont Emei » (峨眉山风景区) couvre une superficie de 15 400 hectares.
D'une altitude allant d'environ 500 mètres dans la bourgade de Baoguo (报国村, bàoguó cūn) à 3 099 mètres au sommet Wanfo (万佛顶, wànfó dǐng), la zone comporte une grande variété de topographies et de climats. La ligne de crête du mont Emei se déroule du nord au sud avec pour versant ouest une pente modérée et pour versant est une falaise à pic de près de 1 500 mètres de dénivelé donnant sur la plaine du Sichuan. Trois sommets ornent la ligne de crête : Wanfo (万佛顶, wànfó dǐng), Jin (金顶, jīn dǐng) et Qianfo (千佛顶, qiānfó dǐng) avec respectivement 3 099, 3 077 et 3 045 mètres d'altitude. Le versant non abrupt offre un paysage ondulé de vallées, de collines et de pics, tandis que la falaise offre une vue exceptionnelle sur la plaine du Sichuan.
Le terme 山, shān, « montagne » en chinois, peut aussi bien désigner un pic qu'un ensemble de monts, de montagnes et ou de pics formant un petit massif ou un ensemble homogène. Le mont Emei est composé de quatre plissements de terrain formant un massif homogène. La zone est parcourue par de nombreux ruisseaux, torrents et cascades mais aussi par trois rivières plus importantes que sont les rivières Heilong (黑水, hēishuǐ/黑龙江, hēilóng jiāng), Bailong (白水, báishuǐ/白龙江, báilóng jiāng) et Emei (峨眉河, éméi hé). Cette multiplicité de voies d'eau a créé des gorges comme « la Caverne de la porte du dragon » (龙门洞) ou « le ruban de ciel » (一线天, yīxiàntiān) qui sont toujours actuellement le lit de rivière. Les pluies ont creusé les roches calcaires donnant des complexes karstiques renommés depuis les débuts de l'empire comme « la grotte des neuf immortels » (九老洞, jiǔlǎodòng) ou « le drain aux stalactites » (石笋沟, shísǔngōu). Le pied du mont est aussi doté de sources chaudes naturelles.

### Climat
Le sommet est souvent recouvert par le brouillard, mais, lorsque les conditions météorologiques sont favorables, il est parfois possible d'observer la lumière de Bouddha, phénomène de réfraction qui se produit sur les nuages ; dans le passé, de nombreux pèlerins se jetaient dans le vide à sa vue, croyant que le Bouddha les appelait à lui.

### Faune et flore
De nombreux macaques du Tibet peuplent le massif. Le Garrulaxe de l'Omei, une espèce de passereau, a été nommé en référence à l'Emei Shan. Le massif est connu pour abriter environ 200 espèces de plantes endémiques à la région. 
Un Cornouiller à fleurs (Cornacées) a été découvert par une expédition canadienne dans les années 1980 sur le mont Emei ou Omei d’où le nom Cornus omeiense. Ce Cornus a d’ailleurs été considéré comme une nouvelle espèce botanique. Parce qu’il pousse dans une zone où il n’y a pas d’autre Cornus persistant même si l’on pourrait le croire apparenté à Cornus hongkongensis qui pousse à Hong Kong. Cependant sa date de floraison est différente : C. omeiensis fleurit en juin et hongkongensis en juillet.
On y trouve également Leptobrachium boringii, surnommé le « crapaud à moustache d'Emei ».

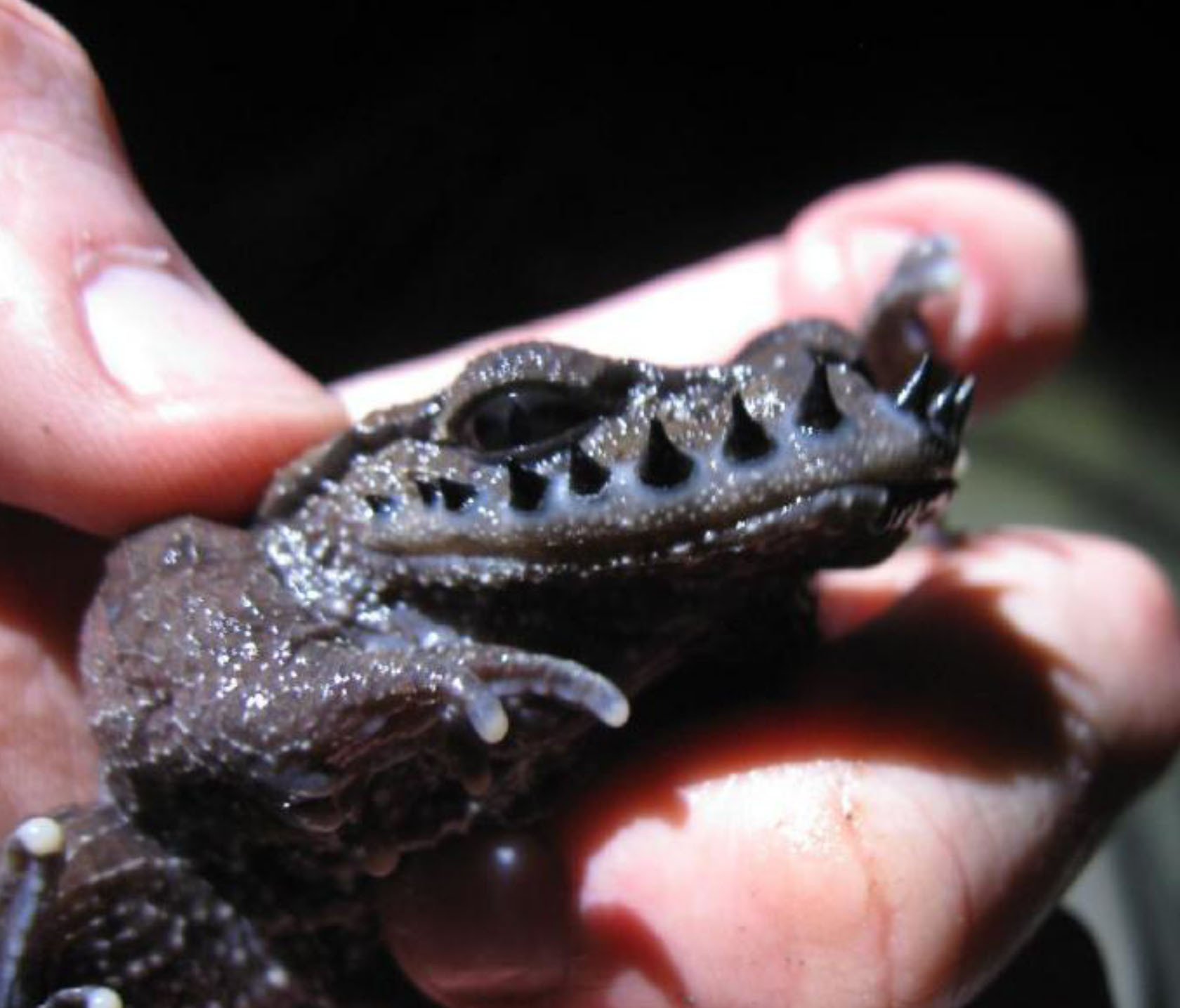
Leptobrachium boringii.
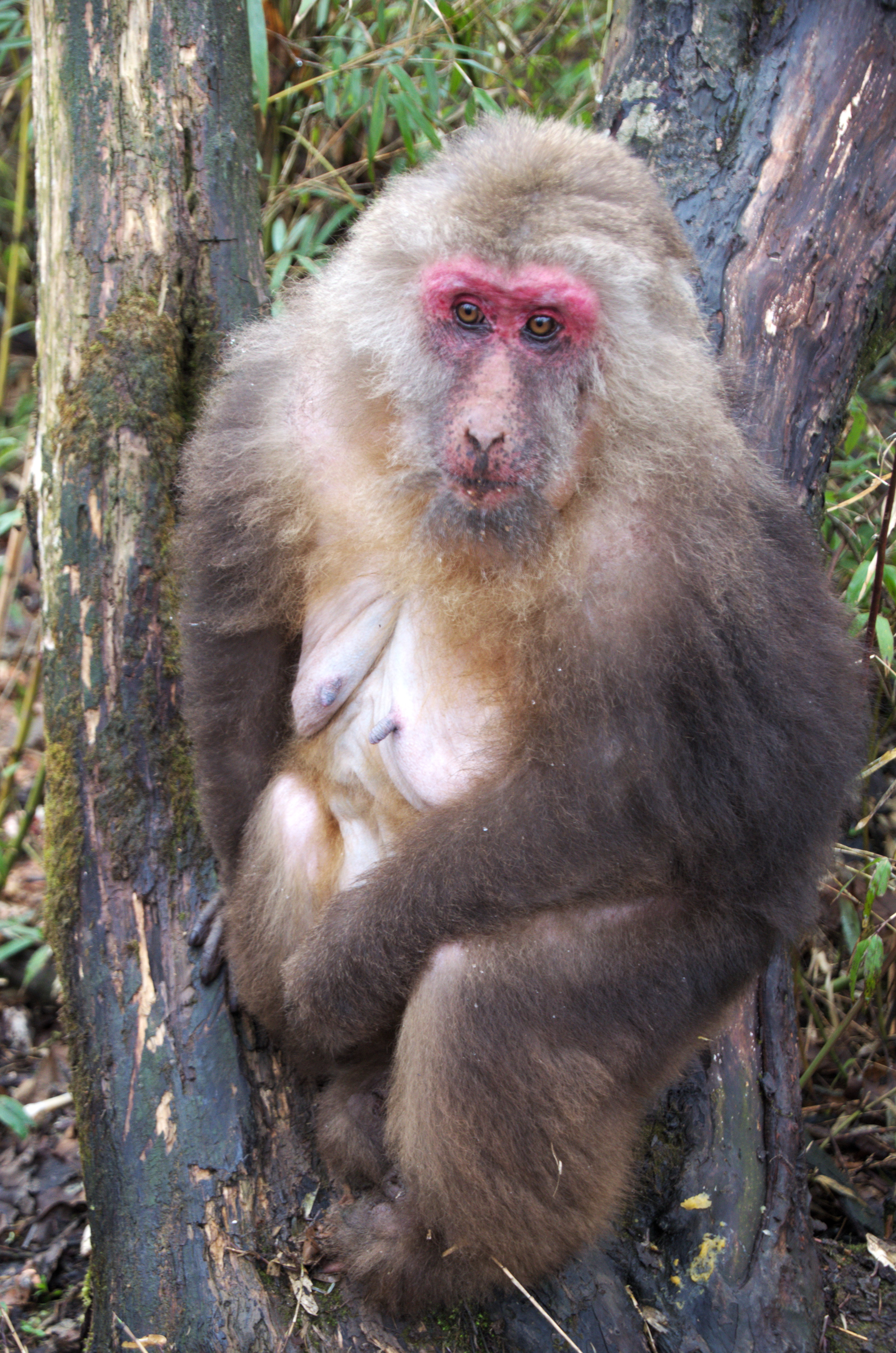
Macaque du Tibet.

## Ascension
Pour accéder au sommet du mont Emei où se trouvent le temple d'or et le temple de cuivre, il faut monter un escalier monumental comportant de part et d'autre des statues d'éléphant blanc. En haut de l'escalier trône une statue dorée représentant une déesse à multiple têtes sur trois éléphants.

## Bouddhisme
Le mont Emei est associé à Puxian (普贤菩萨 / 普賢菩薩, Pǔxián púsà) (Samantabhadra), un bodhisattva symbole de l'altruisme, souvent représenté monté sur un éléphant blanc à six défenses. Ce bodhisattva est à la fois vénéré dans le mahayana et la tradition nyingmapa du bouddhisme tibétain (vajrayana).
Le temple Huazang (华藏寺 / 華藏寺, huázàng sì, « Temple Chine-Tibet ») est le symbole de la réunion de ces deux branches du bouddhisme en Chine. On trouve également ce rapprochement sur le mont Wutai.

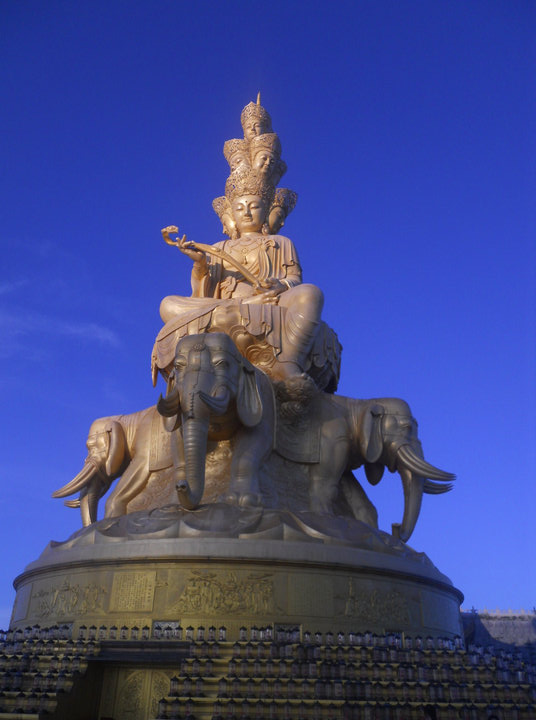
Statue monumentale de Puxian au sommet d'or.
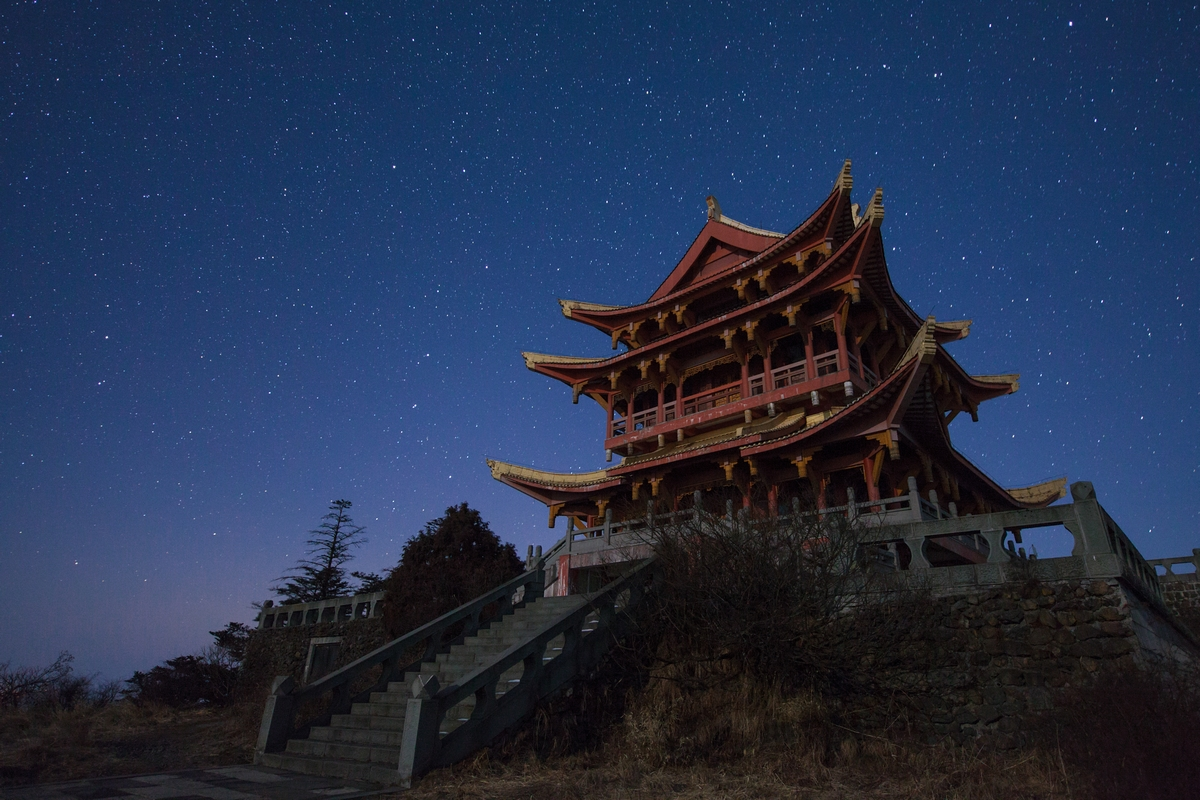
Le temple du sommet Wanfo en février 2013.
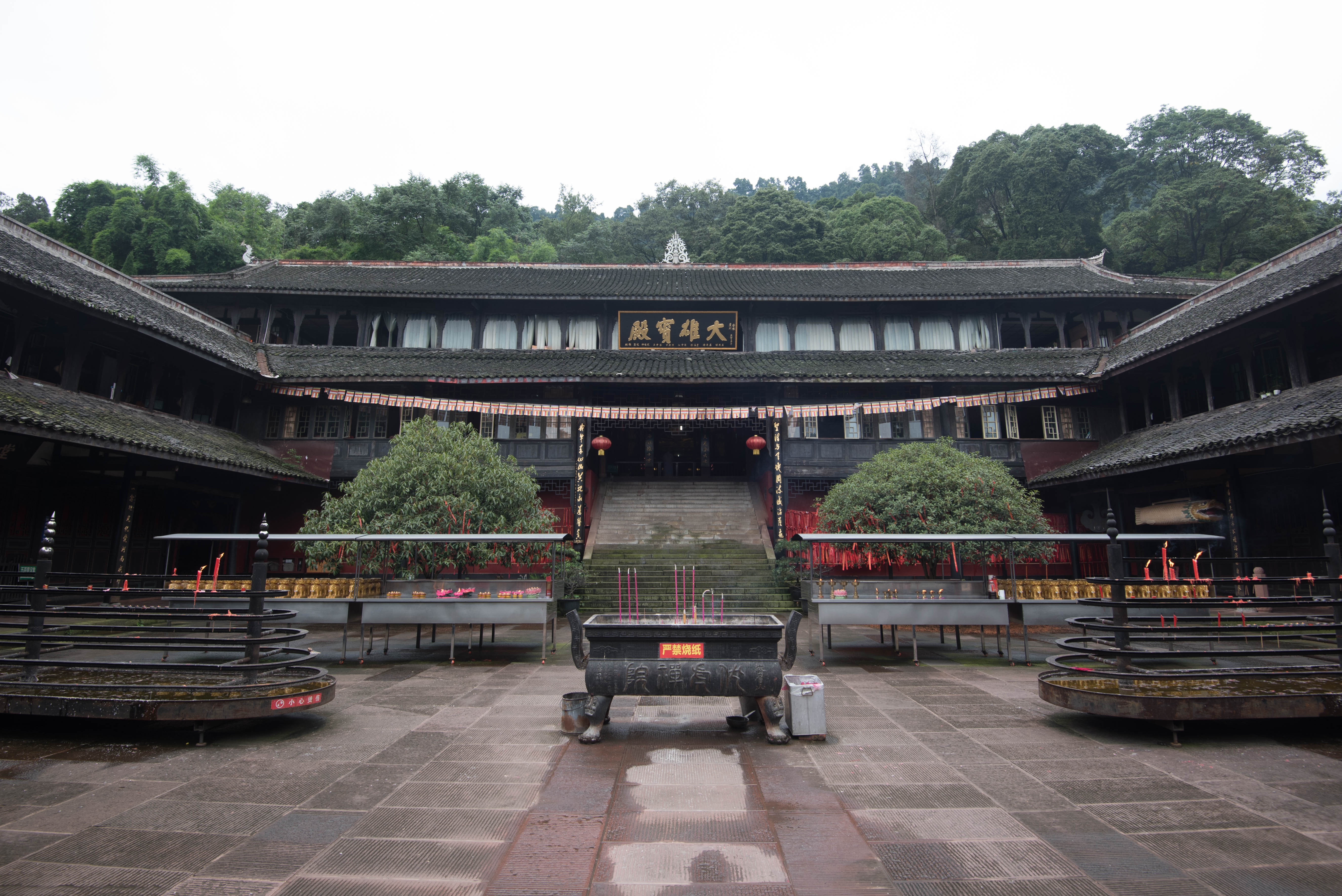
Temple Fuhu.
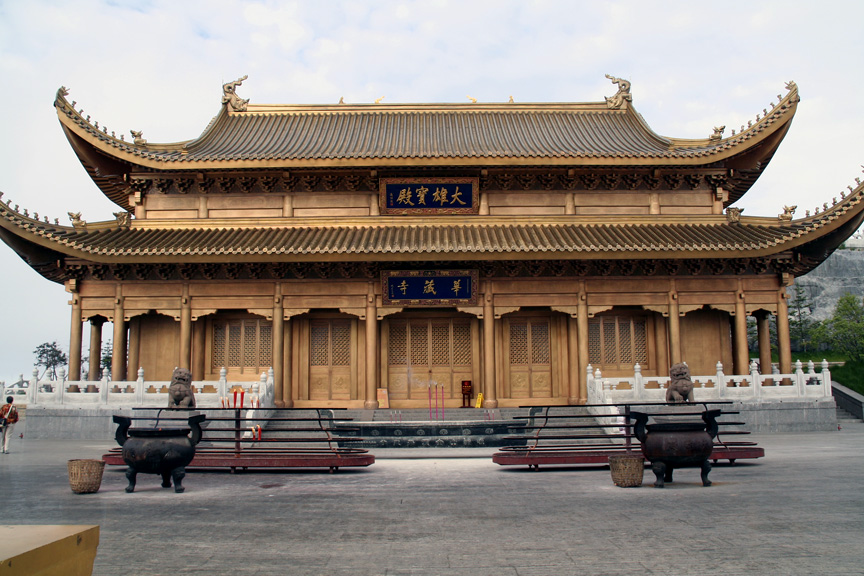
Temple Huazang.
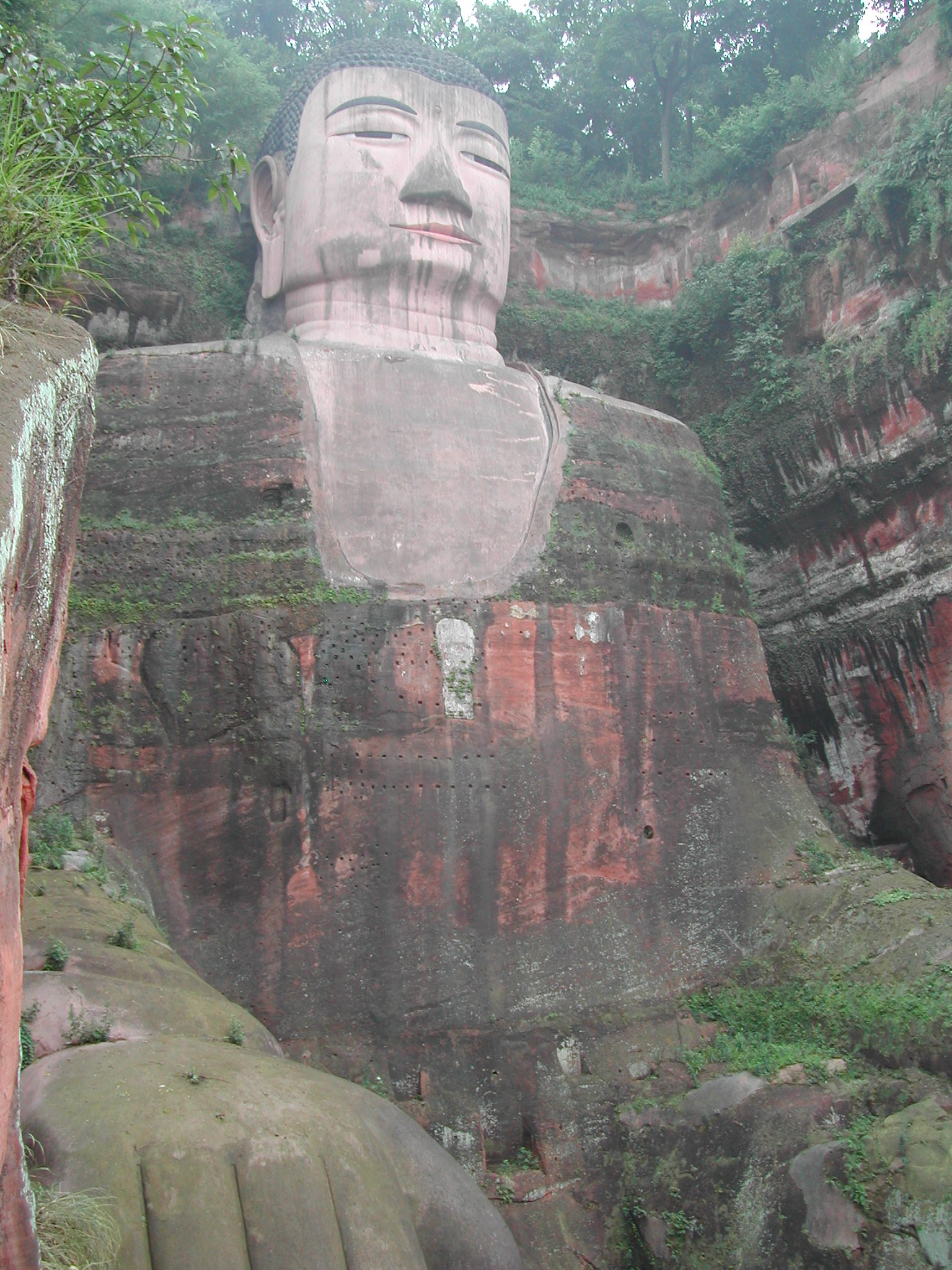
Grand Bouddha de Leshan, aux pieds du mont Emei.